# Ханов, Булат Альфредович
Булат Альфредович Ханов (род. 11 июня 1991, Казань) — российский писатель, литературный критик. Лауреат премий «Лицей» (2018) и «Звездный билет» (2018).

## Биография
Окончил Казанский федеральный университет в 2013 году по специальности «Филология. Русский язык и литература в межнациональном общении». В 2016 году защитил кандидатскую диссертацию по теме «Советский дискурс в современной русской прозе». Работал преподавателем русского языка и литературы в средней школе. 
Публиковался в журналах «Дружба народов» и «Октябрь», в сетевых изданиях «Лиterraтура» и «Textura».
В 2018 году Ханов стал лауреатом премий «Лицей», где занял 3-е место в номинации «Проза», и «Звездный билет».
В 2019 году Ханов стал победителем в номинация «Современная проза» национальной премии для молодых авторов, организованной ФГБУ «Роскультцентр». 
В 2019 году в издательстве «Эксмо» вышел роман Ханова «Гнев». Помимо текста романа в издании присутствует сопроводительная статья литературного критика Валерии Пустовой. 

В интервью газете «Реальное время» автор так прокомментировал свой текст:  
Полагаю, мрачный эффект [от прочтения] складывается именно из-за интонации романа. Сам я стараюсь избегать драматизации. Депрессивный взгляд на действительность не менее болезнетворен, чем сравнение жизни с жевательным драже «Скитлс» и призывом попробовать радугу на вкус. Во всем этом нет никакого смысла, потому что это не приближает нас к пониманию процессов, в которые мы вовлечены. 
В 2019 году рассказ Ханова «Гюго» попал в сборник рассказов «Птичий рынок», куда также вошли тексты Евгения Водолазкина, Алексея Сальникова, Наринэ Абгарян, Дмитрия Воденникова и других писателей. В этом же году вышел роман «Непостоянные величины», вошедший в шорт-лист премии «Национальный бестселлер». 
В 2020 году вышел роман «Развлечения для птиц с подрезанными крыльями». В это же году журнал «Знамя» опубликовал рассказ Ханова «Когда свет заполнит всё», посвященный нашумевшему делу «Сети».

## Критика
В предисловии к сборнику «Лицей 2018. Второй выпуск», вышедшему по итогам одноименной премии, литературный критик Лев Данилкин называет повесть «Дистимия» Булата Ханова бойкой и остроумной. Он отмечает, что произведение представляет собой злую и острую сатиру на общество, «которое, получив относительную политическую свободу, по инерции испытывает потребность в руководстве психическом».
Книжный обозреватель, переводчик Михаил Визель в колонке на сайте «Российской газеты» отметил, что Ханову в романе «Гнев» удалось создать мрачноватый портрет своего поколения.

В статье «Счастливый хейтер» литературный критик Валерия Пустовая уделяет внимание теме российской интеллигенции, раскрытой в произведении:
Проблеме этой в России уже три века — как выживает и ради чего живет образованное сословие. И слово «интеллигенция» успели списать в устаревшие при каждой смене власти. И все же этот сюжет волнует: герой-умник — повод поговорить об идеалах и принципах, о значимом и должном, об оправданно высоких запросах к себе и людям — с той точки зрения, в которой интеллектуала любой поймет.
Этого же вопроса касается и автор книжного обзора на портале «Горький». По мнению обозревателя, в романе Ханова сквозит желание закрыть тему мающейся интеллигенции.   
Критик Ольга Бугославская, отмечает, что герой романа «Гнев» выпадает из окружения по причине интеллектуального и духовного превосходства, а также сравнивает его с Чацким, героем комедии Александра Грибоедова.